# Demetrios Chomatenos
Demetrios Chomatenos, auch Chomatianos (griechisch Δημήτριος Χωματηνός oder Χωματιανός, bl. im 13. Jahrhundert) war ein byzantinischer Priester, Richter und Erzbischof von Ohrid zwischen 1216 und 1236. Er führte den Titel „Erzbischof von Iustiniana Prima und Bulgarien“.

## Werk und Wirken
Chomatenos hatte eine umfangreiche juristische Bildung, die es ihm ermöglichte, großen Einfluss als Richter, Vermittler, Beichtvater und Berater des byzantinischen Kaiserhauses auszuüben. Dies ist charakteristisch für eine Zeit, in der richterliche Autorität immer mehr von den schwachen säkularen Institutionen auf die Kleriker der orthodoxen Kirche übertragen wurde. Er hatte als Jurist vollen Zugriff auf den Codex Iustinianus und war damit ein Vertreter der Rechtsrenaissance während der Makedonischen Ära des Byzantinischen Reiches.
Etwa 150 Akten seiner Rechtsfälle haben überdauert und geben Rechtshistorikern ein umfangreiches Bild der zeitgenössischen Rechtspflege.
Eine wichtige Rolle spielte Chomatenos auch in den Auseinandersetzungen der zwei großen Nachfolgestaaten des Byzantinischen Reiches nach dem Vierten Kreuzzug, dem Despotat Epirus und dem Kaiserreich Nikaia. Gemeinsam mit Johannes Apokaukos (Ιωάννης Απόκαυκος, etwa 1155–1233) und Georgios Bardanis (Γεώργιος Βαρδάνης, Metropolit von Korfu etwa 1219–1238) förderte Chomatenos die epirotische Unabhängigkeit von Nikaia. 1225 oder 1227 war es Chomatenos, der Theodor Komnenos Doukas zum byzantinischen Gegenkaiser in Thessaloniki krönte.